# Ancy-le-Franc
Ancy-le-Franc – miejscowość i gmina we Francji, w regionie Burgundia-Franche-Comté, w departamencie Yonne.
Według danych na rok 1990 gminę zamieszkiwały 1174 osoby, a gęstość zaludnienia wynosiła 60 osób/km² (wśród 2044 gmin Burgundii Ancy-le-Franc plasuje się na 195. miejscu pod względem liczby ludności, natomiast pod względem powierzchni na miejscu 457.).